# Killa
Killa (gr. Κίλλα, Kílla, łac. Cilla) – w mitologii greckiej córka Laomedona, króla Troi.
Matką Killi była jedna z trzech żon ojca: Strymo, Leukippe lub Placia, zaś bratem Priam, kolejny po śmierci Laomedona, król Troi.
Tuż przed przyjściem na świat Parysa przyśniło się Hekabe, żonie Priama, że urodziła żagiew, od której spłonęła Troja. Król natychmiast zasięgnął rady u swego syna, wieszczka Ajsakosa, który oznajmił, że dziecko, które ma przyjść na świat, będzie zgubą kraju i kazał je zabić. Kilka dni później przybył do Priama i oświadczył, że Trojanka z królewskiego rodu, która tego dnia urodzi dziecko, musi zginąć wraz z niemowlęciem. Priam zabił wówczas swoją siostrę Killę i jej syna Munipposa, urodzonego tego ranka, z tajnego związku z Tymojtesem, i pochował ich w sanktuarium Trosa. Przed północą Hekabe urodziła syna.
Istnieje też wersja, że Killa była siostrą Hekabe i żoną Tymojtesa, a jej syn był poczęty z Priamem.